# Grand lac Bostonnais
Grand lac Bostonnais är en sjö i Kanada.   Den ligger i regionen Mauricie och provinsen Québec, i den sydöstra delen av landet, 400 km nordost om huvudstaden Ottawa. Grand lac Bostonnais ligger 388 meter över havet. Arean är 16,0 kvadratkilometer. Den sträcker sig 13,0 kilometer i nord-sydlig riktning, och 9,1 kilometer i öst-västlig riktning.
I omgivningarna runt Grand lac Bostonnais växer i huvudsak blandskog. Trakten runt Grand lac Bostonnais är nära nog obefolkad, med mindre än två invånare per kvadratkilometer.